# Lucas Sanabria (calciatore 2003)
Lucas Agustín Sanabria Magolé (Florida, 26 dicembre 2003) è un calciatore uruguaiano, centrocampista dei LA Galaxy.

## Carriera
Sanabria è cresciuto nel settore giovanile del Nacional, con cui ha firmato il primo contratto professionistico nel gennaio del 2024. Ha debuttato in prima squadra il 6 febbraio 2024 nell'incontro di Copa Uruguay vinto 2-0 contro il Liverpool (M) e due settimane più tardi ha segnato il suo primo gol in Coppa Libertadores contro l'Academia P.C..

## Statistiche

### Presenze e reti nei club
Statistiche aggiornate al 20 aprile 2024.
| Stagione        | Squadra         | Campionato      | Campionato | Campionato | Coppe nazionali | Coppe nazionali | Coppe nazionali | Coppe continentali | Coppe continentali | Coppe continentali | Altre coppe | Altre coppe | Altre coppe | Totale | Totale | Totale |
| Stagione        | Squadra         | Comp            | Pres       | Reti       | Comp            | Pres            | Reti            | Comp               | Pres               | Reti               | Comp        | Pres        | Reti        | Pres   | Reti   |        |
| --------------- | --------------- | --------------- | ---------- | ---------- | --------------- | --------------- | --------------- | ------------------ | ------------------ | ------------------ | ----------- | ----------- | ----------- | ------ | ------ | ------ |
| 2023            | Nacional        | PD              | 0          | 0          | CU              | 1               | 0               | CL                 | 0                  | 0                  |             | -           | -           | 1      | 0      |        |
| 2024            | Nacional        | PD              | 5          | 0          | CU              | 0               | 0               | CL                 | 6                  | 1                  |             | -           | -           | 11     | 1      |        |
| Totale carriera | Totale carriera | Totale carriera | 5          | 0          |                 | 1               | 0               |                    | 6                  | 1                  |             | -           | -           | 12     | 1      |        |

## Palmarès

### Club

#### Competizioni nazionali
- Supercopa Uruguaya: 1

Nacional: 2025